# Prémio de melhor diretor (Festival de Cannes)
O Prêmio de Melhor Diretor (no original em francês Prix de la mise en scène) é um galardão atribuído no Festival de Cannes ao melhor diretor de cinema. É escolhido pelo júri da secção oficial de filmes no festival. O prêmio foi concedido pela primeira vez em 1946. O prêmio não foi concedido em 12 ocasiões (1947, 1953-1954, 1960, 1962-1964, 1971, 1973-1974, 1977 e 1980). 
O festival não foi realizado em 1948, 1950 e 2020. Em 1968, nenhuma premiação foi concedida, pois o festival foi cancelado no meio do caminho devido aos eventos de Maio de 1968.
Foram apenas duas ocasiões em que o vencedor também ganhou a Palma de Ouro, o maior prêmio no festival: em 1991, quando Joel Coen ganhou por Barton Fink e em 2003, quando Gus van Sant venceu por Elephant.

## Premiados

### Anos 1940

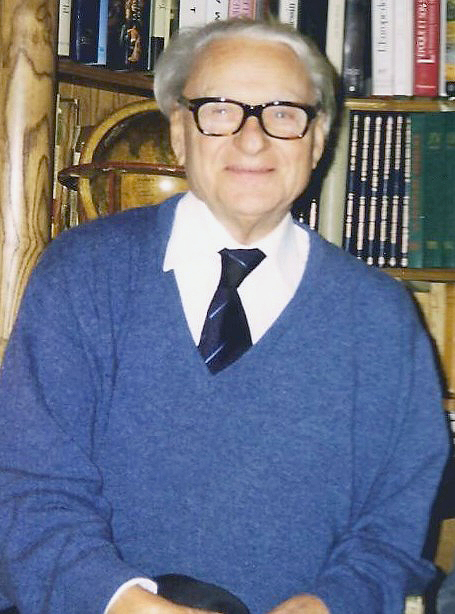
René Clément laureado com o prémio em 1946 e 1949

| Ano  | Diretor      | Filme               |
| ---- | ------------ | ------------------- |
| 1946 | René Clément | La Bataille du rail |
| 1949 | René Clément | Le mura di Malapaga |

### Anos 1950
| Ano  | Diretor           | Filme                            |
| ---- | ----------------- | -------------------------------- |
| 1951 | /Luis Buñuel      | Los Olvidados                    |
| 1952 | Christian-Jacque  | Fanfan la Tulipe                 |
| 1955 | Jules Dassin      | Rififi                           |
| 1955 | Sergei Vasilyev   | Heroes of Shipka                 |
| 1956 | Sergei Yutkevich  | Otello                           |
| 1957 | Robert Bresson    | Un condamné à mort s'est échappé |
| 1958 | Ingmar Bergman    | Brink of Life                    |
| 1959 | François Truffaut | Os incompreendidos               |

### Anos 1960
| Ano  | Diretor          | Filme                                        |
| ---- | ---------------- | -------------------------------------------- |
| 1961 | Yuliya Solntseva | Crónica dos Anos Flaming                     |
| 1965 | Liviu Ciulei     | Floresta dos Enforcados                      |
| 1966 | Sergei Yutkevich | Polshe v Lenin                               |
| 1967 | Ferenc Kósa      | NAP Tízezer                                  |
| 1969 | Glauber Rocha    | O Dragão da Maldade contra o Santo Guerreiro |
| 1969 | Vojtech Jasny    | Todos os meus compatriotas                   |

### Anos 1970
| Ano  | Diretor                | Filme                     |
| ---- | ---------------------- | ------------------------- |
| 1970 | InglaterraJohn Boorman | Leo, o último             |
| 1972 | HungriaMiklós Jancsó   | Ker meg a NEP             |
| 1975 | /Costa Gavras          | spéciale Seção            |
| 1975 | Michel Brault          | Les Orders                |
| 1976 | Ettore Scola           | Brutti, sporchi e cattivi |
| 1978 | Nagisa Oshima          | Ai no Bōrei               |
| 1979 | Terrence Malick        | Days of Heaven            |

### Anos 1980

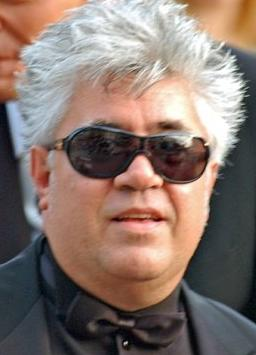
Pedro Almodovar laureado em 1999 por Tudo sobre Minha Mãe

| Ano  | Diretor            | Filme              |
| ---- | ------------------ | ------------------ |
| 1982 | Werner Herzog      | Fitzcarraldo       |
| 1983 | Robert Bresson     | L'Argent           |
| 1983 | Andrei Tarkovsky   | Nostalghia         |
| 1984 | Bertrand Tavernier | Um domingo no país |
| 1985 | André Téchiné      | Rendez-vous        |
| 1986 | Martin Scorsese    | After Hours        |
| 1987 | Wim Wenders        | Asas do desejo     |
| 1988 | Fernando Solanas   | Sur                |
| 1989 | Emir Kusturica     | Dom za vesanje     |

### Anos 1990
| Ano  | Diretor                | Filme                |
| ---- | ---------------------- | -------------------- |
| 1990 | Pavel Lungin           | Taksi-Blyuz          |
| 1991 | Joel Coen              | Barton Fink          |
| 1992 | Robert Altman          | O Jogador            |
| 1993 | Mike Leigh             | Naked                |
| 1994 | Nanni Moretti          | Caro diario          |
| 1995 | Mathieu Kassovitz      | La Haine             |
| 1996 | Joel Coen              | Fargo                |
| 1997 | Wong Kar-wai           | Felizes Juntos       |
| 1998 | John Boorman           | O General            |
| 1999 | EspanhaPedro Almodóvar | Tudo Sobre Minha Mãe |

### Anos 2000

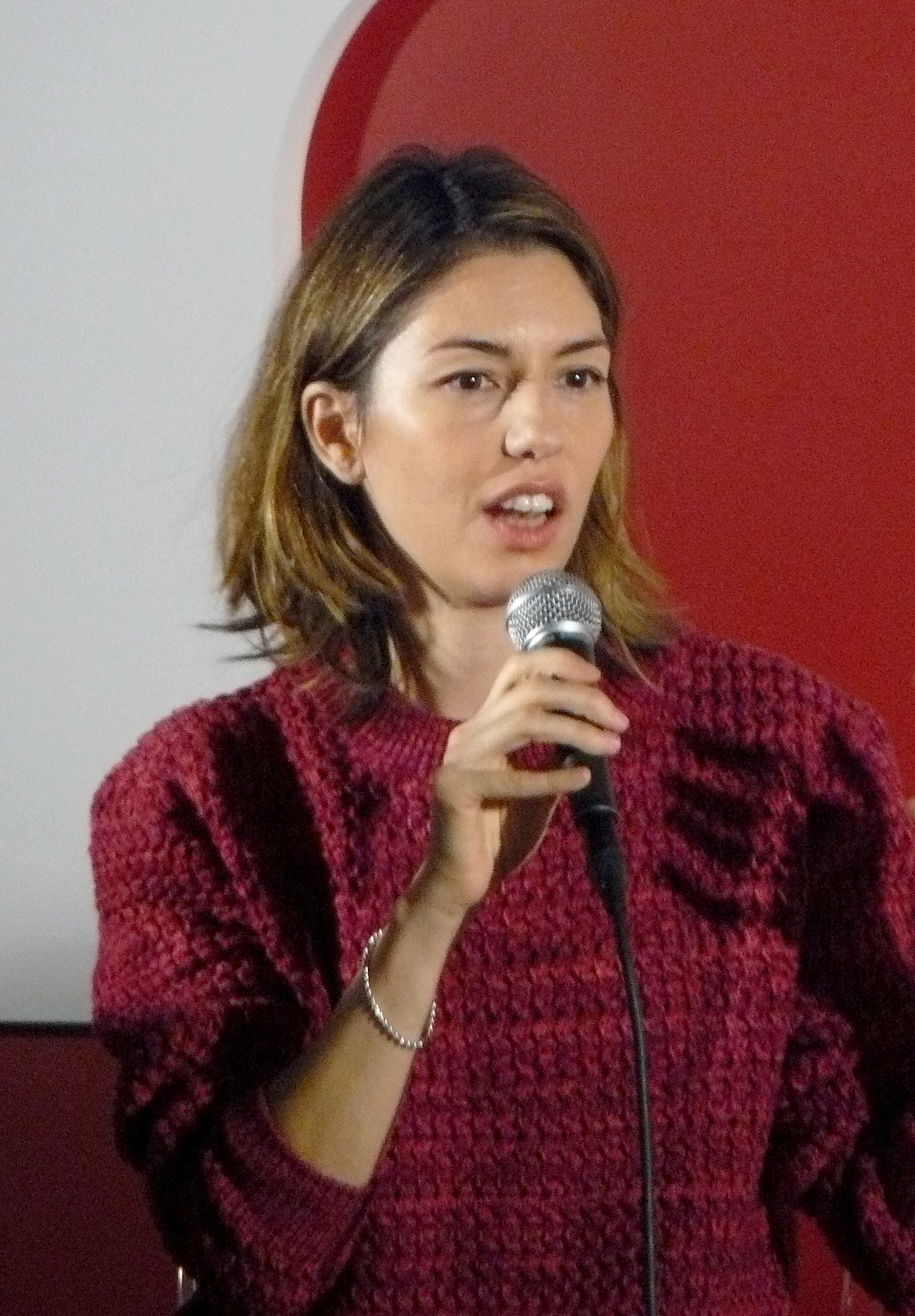
Sofia Coppola vencedora em 2017

| Ano  | Diretor                     | Filme                              |
| ---- | --------------------------- | ---------------------------------- |
| 2000 | TaiwanEdward Yang           | Yi yi                              |
| 2001 | Joel Coen                   | O Homem Que Não Estava Lá          |
| 2001 | David Lynch                 | Mulholland Drive                   |
| 2002 | Im Kwon-taek                | Chi-hwa-seon                       |
| 2002 | Paul Thomas Anderson        | Punch-Drunk Love                   |
| 2003 | Gus Van Sant                | Elephant                           |
| 2004 | /Tony Gatlif                | Exils                              |
| 2005 | Michael Haneke              | Caché                              |
| 2006 | Alejandro González Iñárritu | Babel                              |
| 2007 | Julian Schnabel             | O Escafandro e a Borboleta (filme) |
| 2008 | Nuri Bilge Ceylan           | Üç Maymun                          |
| 2009 | Brillante Mendoza           | Kinatay                            |

### Anos 2010
| Ano  | Diretor                    | Filme             |
| ---- | -------------------------- | ----------------- |
| 2010 | Mathieu Amalric            | On Tour           |
| 2011 | Nicolas Winding Refn       | Drive             |
| 2012 | Carlos Reygadas            | Post Tenebras Lux |
| 2013 | Amat Escalante             | Heli              |
| 2014 | Bennett Miller             | Foxcatcher        |
| 2015 | Hou Hsiao-Hsien            | Nie Yinniang      |
| 2016 | Olivier Assayas            | Personal Shopper  |
| 2016 | Cristian Mungiu            | Bacalaureat       |
| 2017 | Sofia Coppola              | The Beguiled      |
| 2018 | Paweł Pawlikowski          | Zimna wojna       |
| 2019 | Jean-Pierre & Luc Dardenne | Le Jeune Ahmed    |

### Anos 2020
| Ano  | Diretor               | Filme            |
| ---- | --------------------- | ---------------- |
| 2021 | Leos Carax            | Annette          |
| 2022 | Park Chan-wook        | Heojil gyeolsim  |
| 2023 | /Tran Anh Hung        | O Sabor da Vida  |
| 2024 | Miguel Gomes          | Grand Tour       |
| 2025 | Kleber Mendonça Filho | O Agente Secreto |

### Vencedores repetidos
| Quantidade | Diretor          | Ano  | Filme                            |
| ---------- | ---------------- | ---- | -------------------------------- |
| 3          | Joel Coen        | 1991 | Barton Fink                      |
| 3          | Joel Coen        | 1996 | Fargo                            |
| 3          | Joel Coen        | 2001 | O Homem Que Não Estava Lá        |
| 2          | René Clément     | 1946 | La Bataille du rail              |
| 2          | René Clément     | 1949 | Le mura di Malapaga              |
| 2          | Sergei Yutkevich | 1956 | Otello                           |
| 2          | Sergei Yutkevich | 1966 | Polshe v Lenin                   |
| 2          | Robert Bresson   | 1957 | Un condamné à mort s'est échappé |
| 2          | Robert Bresson   | 1983 | L'Argent                         |
| 2          | John Boorman     | 1970 | Leo, o último                    |
| 2          | John Boorman     | 1998 | O General                        |